# Hans-Ulrich Treichel
Hans-Ulrich Treichel (Versmold, Alemanha, 12 de agosto de 1952) é um romancista e poeta alemão. Seus primeiros livros publicados foram coleções de poesias, mas o autor virou sucesso de crítica e público com seus romances.
Foi professor de literatura alemã na "Deutsche Literaturinstitut Leipzig" (Instituto de Literatura Alemã).

## Carreira e Publicações
Hans-Ulrich Treichel ficou mundialmente conhecido com seu romance "O Perdido" (Cia das Letras, 2001), que narra a história de uma família alemã fugida da Segunda Guerra Mundial.
Em língua portuguesa, também foi publicado o romance "O Arcode de Tristão" (Cia das Letras, 2003).

## Prêmios
refs:
- 1985 Leonce-und-Lena-Preis
- 1993 Literature Prize of the city of Bremen
- 2003 Annette von Droste Hülshoff Award
- 2003 Margarete Schrader Award
- 2005 Hermann Hesse Award
- 2006 Eichendorff-Literaturpreis e Deutscher Kritikerpreis
- 2007 Preis der Frankfurter Anthologie